# Élise-Daucourt
Élise-Daucourt település Franciaországban, Marne megyében. Lakosainak száma 81 fő (2022. január 1.). Élise-Daucourt Argers, Braux-Saint-Remy, Châtrices, Dommartin-Dampierre, Rapsécourt, Verrières és Voilemont községekkel határos.

## Népesség
A település népességének változása:
| Lakosok száma | 168  | 95   | 123  | 104  | 103  | 103  | 96   | 84   | 83   | 81   |
|               | 1968 | 1982 | 1990 | 2006 | 2013 | 2015 | 2017 | 2019 | 2020 | 2022 |